# ناسخة ضوئية

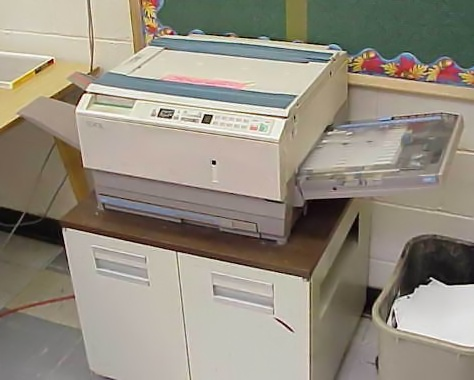
آلة ناسخة من نوع Xerox.

الناسخة الضوئية أو ببساطة الناسخة أو الآلة الناسخة (بالإنجليزية: Photocopier)‏، هي جهاز اختُرِع عام 1960 يقوم بنسخ الوثائق والصور والرسوم بسرعة وبتكلفة زهيدة نسبيًا. ومعظم الناسخات الضوئية العصرية تستخدم تقنية التصوير الجاف التي تستخدم الكهرباء الساكنة، وبعضها يستخدم تقنية نفث الحبر [الإنجليزية]، ولكن التقنية الأولى أكثر انتشارا في العمل المكتبي.
ينتشر استخدام الآلات الناسخة في مجالات العمل والتعليم والمؤسسات الحكومية، ولكن الكثير من التوقعات تشير إلى انحسار في استخدام هذه التقنية بسبب التقدم الكبير والحثيث للنظام الرقمي في صنع الوثائق وتوزيعها دون الحاجة لاستخدام الورق، ولكن بلا شك ما زال استخدام آلات النسخ أفضل عمليًا من استخدام الحاسوب للحصول على نسخة لقطعة من الورق.